# Московська (станція метро, Нижній Новгород)
Моско́вська (рос. Моско́вская) — станція Автозаводської лінії та Сормовсько-Мещерської лінії Нижньогородського метро. На Автозаводській лінії розташована між станціями «Горьківська» і «Чкаловська»; на Сормовсько-Мещерській  лінії — «Канавінська» та «Стрілка»
Відкрита 20 листопада 1985 року у складі першої черги Автозаводської лінії.

## Технічна характеристика
Конструкція станції — колонна п'ятипрогінна мілкого закладення з кросплатформовою пересадкою (глибина закладення — 10 м).
В одному залі розташовані 2 платформи і 4 колії двох ліній метрополітену. Крок колон — 6 м.
На кожному з 4 спусків на платформи встановлено по 2 ескалатора ЕТ-5М.
У 2012 році в центрі залу був побудований перехідний місток між платформами для скорочення часу пересадки після відкриття станції «Горьківська». Також були включені на підйом ескалатори (по одному на кожному спуску), що раніше не використовувалися через низький пасажиропотік.

## Оздоблення
Тема архітектурного оформлення присвячена столиці Росії — Москві. В основі художнього рішення — білий і червоний кольори, що символізують білокам'яну столицю і стіни Кремля.
Колійні стіни викладені мармуром «саліеті», колони — «коелга», підлога — квадратами з сірого і червоного граніту. Урочистість станції надають і бра на колонах (по 3 з кожного боку), зроблені зі скла і анодованого під бронзу алюмінію. На стелі, розкреслений на квадрати, світильників немає.
Архітектурний образ доповнюють 4 панно над сходами до платформ, виконані в техніці флорентійської мозаїки. Тематика панно — Москва історична, військових років, святкова і трудова.

## Колійний розвиток

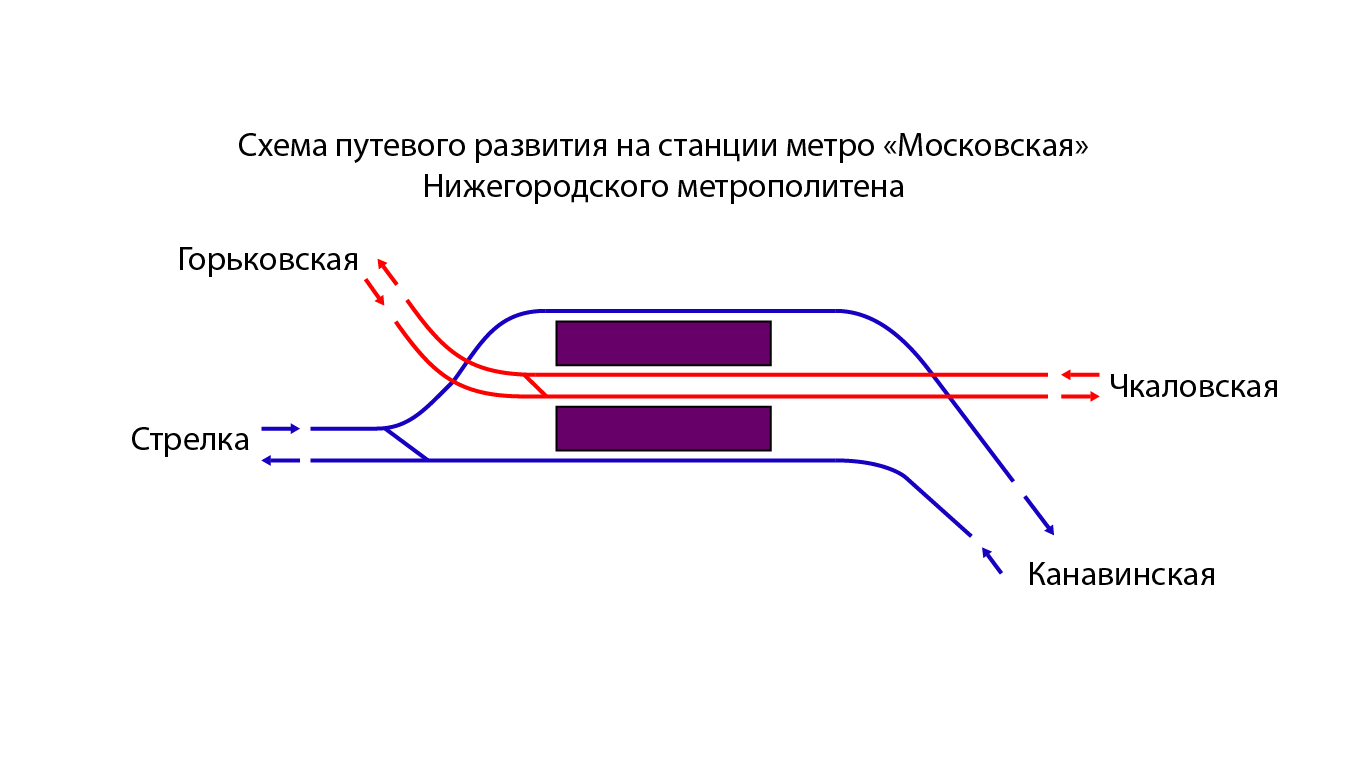
Схема чинного руху на станції «Московська»

Станція з колійним розвитком — 6 стрілочних переводів, пошерсний з'їзд, 2 з'їзди для переходу рухомого складу між лініями і 2 станційні колії для відстою рухомого складу.
До завершення будівництва оборотних тупиків  Сормовсько-Мещерської лінії  міжлінійні з'їзди використовуються для організації руху частини електропоїздів по двох лініях, як по одній — в камері з'їздів потяги переходять на бічні станційні колії, що є продовженням колій  Сормовсько-Мещерської лінії. Час стоянки на станції становить 1,5 хвилини, за які машиніст змінює кабіну управління. Потім електропотяг виїжджає зі станції в зворотному напрямку і подальший рух продовжує вже по іншій лінії.
При цьому, в силу колійного розвитку «Московської», відбувається зміна напрямку руху з правостороннього на Автозаводській лінії на лівосторонній на Сормовсько-Мещерській лінії (і навпаки).
До відкриття станції «Горьківська» за цією схемою відбувався рух усіх поїздів. Після її відкриття було організовано маршрутний рух: з кожних трьох поїздів, що прибувають на «Московську», два слідують по центральних коліях на метроміст і до «Горьківської», а третій — за старою схемою на Сормовську лінію.

## Виходи
Станція розташована біля найбільшого міського вокзалу — Московський вокзал (Нижній Новгород) на площі Революції. 
Окрім вокзалу поряд знаходяться автостанція «Канавінська», нижньогородський ЦУМ, Центральний ринок, корпус Волзького державного інженерно-педагогічного університету, Нижньогородський залізничний технікум та кінотеатр «Канавінський».

## Ресурси Інтернету
- (рос.) Станція «Московська» на сайті «Мир метро» [Архівовано 31 липня 2012 у Wayback Machine.]
- (рос.) Станція «Московська» на сайті «Прогулки по метро» [Архівовано 14 січня 2011 у Wayback Machine.]